# Операција Свемир
Операција Свемир (енгл. Moonraker) је шпијунски филм из 1979. године и једанаести у серији Џејмс Бонд британског продуцента Eon Productions-а, и четврти у ком глуми Роџер Мур као измишљени агент MI6-а, Џејмс Бонд. Трећи је и последњи филм у серији који је режирао Луис Гилберт, а у споредним улогама су Лоис Чајлс, Мајкл Лонсдејл, Корин Клери и Ричард Кил. У филму, Бонд тражи свемирски брод који је нестао током превоза у авиону. Посећује власника транспортне компаније, Хјуга Дракса, како би истражио случај. Након упознавања са научницом Холи Гудхед, Бонда траг води од Калифорније преко Венеције до амазонске прашуме и коначно у свемир како би спречио геноцидни план којим се намерава покорити свет.
Причу је аутор Ијан Флеминг замислио да постане филм и пре него што је завршио роман 1954. године; засновао га је на рукопису сценарија који је раније смислио. Продуценти су првобитно намеравали да направе филм Само за твоје очи, али су одабрали овај филм захваљујући успону жанра научне фантастике након феномена филма Ратови звезда. Буџетска питања довела су до тога да је филм сниман првенствено у Француској; друге локације снимања су биле Италија, Бразил, Гватемала и Сједињене Државе. Pinewood Studios у Енглеској, које се традиционално користио за серију, користио је само тим за специјалне ефекте.
Филм је снимљен уз буџет од 34 милиона долара, што је био дупло већи буџет у односу на филм Шпијун који ме је волео (1977), али овај филм је добио помешане критике. Међутим, визуелни ефекти су похваљени, док је Дерек Медингс био номинован за Оскара за најбоље визуелне ефекте. Филм је са зарадом од преко 210 милиона долара био најуспешнији филм у серији, док га 1995. није претекао филм Златно око.

## Радња
Мунрејкер Дракс индустрије, позајмљен Уједињеном Краљевству, отет је у ваздуху док је превожен на авиону. Авион је уништен, али нису пронађене олупине шатла. М, шеф МИ6, шаље Џејмса Бонда да то истражи. На путу за Енглеску, Бонда напада и избацује из авиона плаћеник атентатор, Зуба (којег је претходно упознао у филму Шпијун који ме је волео). Успева да преживи крадући падобрана пилоту, док Зуба слеће на трапезну мрежу унутар циркуског шатора.
У комплексу за производњу свемирских авиона Драк Индустриес у Калифорнији, Бонд се састаје са власником компаније, Хјугом Драксом, и његовим послушником Чангом. Бонд такође упознаје др Холи Гудхед, астронауткињу, и преживљава покушај атентата док се налази у комори за центрифугу. Драксова лична пилоткиња, Корин Дуфор, спава са Бондом, а затим му помаже да пронађе нацрте стаклене бочице направљене у Венецији; Дракс открива њену умешаност, па пушта њене псе да је убију.
Бонд поново среће Гудхедову у Венецији и посматра је како њушка око врата близу фабрике стакла. Потом га кроз канале прогоне Драксови послушници. Ноћу се враћа у фабрику да истражи, и открива тајну биолошку лабораторију и сазнаје да стаклене служе за држање нервног гаса смртоносног за људе, али нешкодљивог за биљке и животиње. Чанг напада Бонда, али га Бонд избацује кроз витраж сатне куле Светог Марка, убијајући га; током борбе Бонд проналази доказе да Дракс премешта своју операцију у Рио де Жанеиро. Придруживши се Гудхедовој, он закључује да је она агент ЦИА-е који шпијунира Дракса, и спава са њом. Бонд је спасио једну бочицу коју је раније пронашао, као једини доказ сада празне лабораторије; даје га М на анализу, који му дозвољава да оде у Рио де Жанеиро под изговором да је на одсуству.
Бонд преживљава напад Зубе, кога је Дракс претходно унајмио као Чангову замену, током карневала у Рију и на жичари Главе шећера. Након пада кабине у којој се налазио Зуба, из рушевина га спашава Доли, млада жена, и њих двоје се заљубљују. Драксове снаге хватају Гудхедову, али Бонд бежи; сазнаје да токсин долази из ретке аутохтоне орхидеје из амазонске џунгле. Бонд путује реком Амазон, када га нападају Драксове снаге, пре него што на крају лоцира његову базу. Зуба успева да га ухвати и одводи Бонда до Дракса, где Бонд сведочи како се подижу четири Мунрејкера. Дракс објашњава да је украо позајмљени шатл, јер је други у његовој флоти развио квар током монтаже. Бонда и Гудхедову заробљава Зуба у соби за састанке испод платформе за лансирање и за длаку избегавају да живи изгоре због издувног канала Мунрејкера 5, где се налази Дракс, па се представљају као пилоти на Мунрејкеру 6. Шатлови пристају уз огромну свемирску станицу налик на град, скривену од радара уређајем за прикривање.
Бонд и Гудхедова онемогућују уређај за ометање радара; Сједињене Државе шаљу вод маринаца у другом шатлу да пресретну сада видљиву свемирску станицу. Зуба заробљава Бонда и Гудхедову, којима Дракс открива свој план да уништи људски живот лансирањем нервног гаса у Земљину атмосферу. Дракс је пребацио неколико десетина генетски савршених младих мушкараца и жена различитих раса до свемирске станице у шатловима. Тамо би живели док Земља поново не буде сигурна за људски живот; њихови потомци би били семе за „нову расу”. Бонд наговара Зубу да промени своју оданост тако што натера Дракса да призна да ће сви који се не мере по његовим физичким стандардима, укључујући њега и Доли, бити истребљени. Зуба нападају Драксове стражаре и долази до ласерске битке између Драксових снага и Бонда, Зубе и маринаца. Драксове снаге су поражене док је станица уништена, а Бонд пуца и избацује Дракса у свемир. Бонд и Гудхедова користе Драксов ласерски наоружани Мунрејкер 5 да униште нервни гас и врате се на Земљу. Открива се да маринци проналазе Зубу и Доли, који су се избацили у једној од Драксових капсула за бекство, након што су наздравили боцом шампањца. Бондови надређени добијају видео снимак са Мунрејкера 5 и збуњени су кад виде како Бонд и Гудхедова воде љубав у нултој гравитацији.

## Улоге
| Глумац          | Улога                  |
| --------------- | ---------------------- |
| Роџер Мур       | Џејмс Бонд             |
| Лоис Чајлс      | Холи Гудхед            |
| Мајкл Лонсдејл  | Хјуго Дракс            |
| Ричард Кил      | Зуба (Џоз)             |
| Корин Клери     | Корин Дуфор            |
| Бернард Ли      | М                      |
| Џефри Кин       | Фредерик Греј          |
| Дезмонд Левелин | Кју                    |
| Лоис Максвел    | госпођица Манипени     |
| Тоширо Суга     | Чанг                   |
| Емили Болтон    | Мануела                |
| Бланка Равалек  | Доли                   |
| Волтер Готел    | генерал Анатолиј Гогољ |